# Fondation Egon von Vietinghoff
Pour les articles homonymes, voir Vietinghoff.
La Fondation Egon von Vietinghoff est une fondation suisse d'intérêt public, instaurée en 1989 à Zurich.
Elle gère l'unique collection[réf. nécessaire] des œuvres du peintre et auteur Egon von Vietinghoff qui ne sont pas en propriété privée. En 2017, elle comprend 69 tableaux et 13 dessins et eaux-fortes.

## Buts de la fondation
La Fondation entretient le souvenir de l'artiste, fait connaître son testament spirituel et vise à stimuler l'intérêt pour la peinture traditionnelle à l'huile et à la résine en couches superposées, particulièrement en présentant différentes expositions et en encourageant les étudiants en histoire de l'art et en sciences de l'art à rédiger des essais spécialisés sur ces sujets.

## Œuvre d'Egon de Vietinghoff
La fondation a pour but de se consacrer à la diffusion du testament artistique de son fondateur. Aussi dispose-t-elle, à côté de sa propre collection de tableaux, d'un montage audiovisuel, d'une cassette vidéo et d'une galerie virtuelle sur internet qui offre un aperçu sur le monde des couleurs de Vietinghoff.

## Source
- Site officiel